# Prouvais
Prouvais é uma comuna francesa na região administrativa de Altos da França, no departamento de Aisne. Estende-se por uma área de 18,22 km². Em 2010 a comuna tinha 333 habitantes (densidade: 18,3 hab./km²).